# Wie die Tiere
Wie die Tiere ist ein Kriminalroman des österreichischen Schriftstellers Wolf Haas. Er wurde 2001 veröffentlicht und ist der fünfte Fall aus der Reihe der Brenner-Krimis.

## Handlung

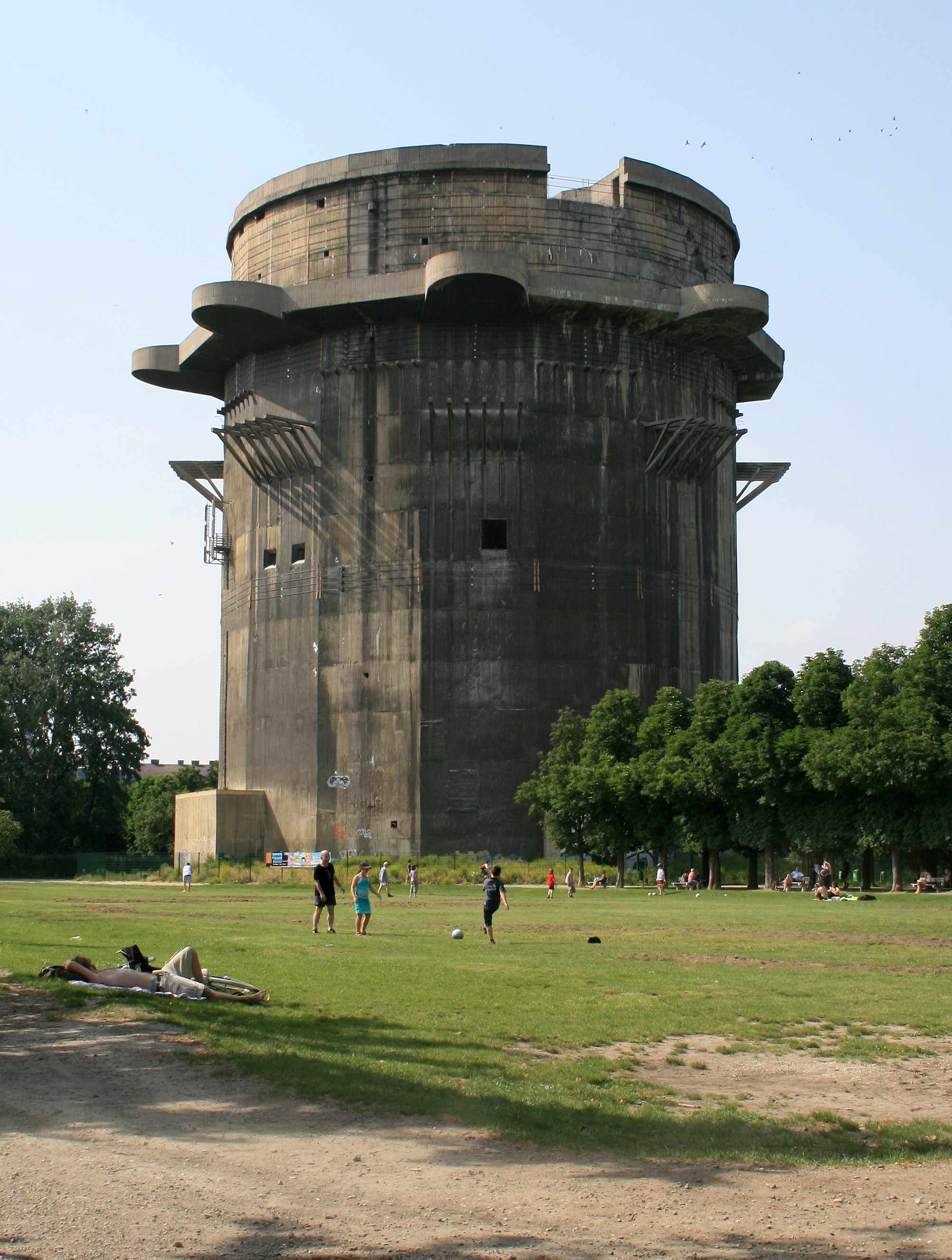
Flakturm im Wiener Augarten

Schauplatz des Kriminalromans ist Wien, wohin sich der Privatdetektiv Simon Brenner in der Hoffnung, seinen Antrag auf Frühpension durchzubringen, versetzen lässt. Ein kleiner Zuhälter namens Schmalzl, der gleichzeitig eine Spendenfirma für Tierschutz betreibt, beauftragt Brenner damit, die Person ausfindig zu machen, die seit Wochen Hundekekse mit Stecknadeln im Augarten verteilt und so schon mehrere Hunde getötet hat. Noch während Brenner mit dem Fall vertraut gemacht wird, leitet ein anderes Ereignis die eigentliche Handlung ein: Der freilaufende Kampfhund von Frau Hartwig beißt eine junge Spenden-Keilerin, die für Schmalzls Tierschutzfirma arbeitet, zu Tode. Es stellt sich heraus, dass dieser Kampfhund von seiner früheren Besitzerin Millionen geerbt hat, mit denen in absehbarer Zeit der ehemalige Flakturm im Augarten in ein Tierheim umgebaut werden soll. Der Ausbruch des Hundes gefährdet jedoch die Durchführung des Planes, an dem der Notar Hojac und der Architekt, der mit dem Umbau des Flakturms betraut ist, gleichermaßen Interesse haben. Frau Hartwig, die Tierpflegerin, die den Kampfhund der Polizei „ausliefern“ wollte, verschwindet. Nachdem Brenner eine Zeit lang fälschlicherweise Hojac verdächtigt, Frau Hartwig umgebracht zu haben, stellt sich am Ende der Architekt, der seinen Auftrag gefährdet sah und deshalb auch Brenner beinahe tötet, als Frau Hartwigs Mörder heraus. Der Architekt wird allerdings im Zuge einer Rettungsaktion für Brenner von dem Rotorblatt eines Hubschraubers getötet. Als Schuldige im Fall der Hundekekse stellt sich übrigens im Laufe der Handlung ein pubertierendes Mädchen heraus, das als Kind von einem Hund angefallen und für sein Leben entstellt worden war und so ungezielt Rache üben will.

## Erzähltechnik und Sprache
Wie auch bei den anderen Brenner-Krimis erscheint die Handlung sekundär gegenüber der originellen formalen Gestaltung des Romans. Die nach wie vor nicht als Akteur auftretende Erzählerfigur rollt allmählich – auf Umwegen, in denen sich Brenners Vorgehensweise beim Lösen seiner Kriminalfälle widerspiegelt – die zu erzählende Geschichte auf. Sowohl sprachlich als auch erzähltechnisch weist der Erzählstrom viele Merkmale der Sprachvarietät Gesprochene Sprache auf: Umgangssprachliche und Dialekt-Elemente, fragmentarische Sätze (besonders oft ohne Verb), lose Aneinanderreihung einzelner Sachverhalte ohne strukturierende Konjunktionen, Kofferwörter, Pleonasmen, eine zwischen Euphemismus und Hyperbel pendelnde Ausdrucksweise sowie der Gebrauch des Platzhalter-Partikels „ding“, das – ohne syntaktische Einbindung – praktisch alle Begriffe und Sachverhalte, die nicht oder nur schwer in Worte zu fassen sind, ersetzen kann. Auf der erzähltechnischen Ebene ist es der stream of consciousness des Erzählers, der immer wieder scheinbar von der Handlung abkommt, sich durch Assoziationen zu ausführlichen Reflexionen über mehr oder weniger banale Themen und mehr oder weniger subtiler Gesellschaftskritik verleiten lässt, die den Eindruck einer mündlichen Erzählung verstärken. Haas’ kunstvolle Technik besteht darin, diesen lose scheinenden Abschweifungen Bedeutung für die Romanhandlung zu verleihen und so ein extrem dichtes Netz aus Personen, Schauplätzen, Themen und Symbolen zu weben, die immer wieder aufeinander verweisen.
Dieses für Haas typische, dichte erzählerische Netz lässt sich illustrieren anhand der Figurenkonstellation. Neben Simon Brenner treten nur der Erzähler und die Figur des Berti Schattauer in allen bzw. mehreren Romanen der Reihe auf. Um diese Grundkonstellation herum entwirft Haas jedes Mal ein neues Netz an handelnden Personen, das zwar relativ kompakt, durch Verknüpfungen, die erst nach und nach herausgearbeitet werden, jedoch äußerst komplex ist. Diese Komplexität wird in Wie die Tiere angereichert um ein Leitmotiv in Form eines Liedes („Mama“ von Heintje), das auf mehrere Personen (z. B. die Mütter, die gegen die freilaufenden Hunde im Stadtpark auf die Barrikaden steigen), auf wichtige Beziehungen zwischen Personen (z. B. die Mutter-Sohn-Beziehungen Frau Summer – Herr Hojac und Amtsärztin – Architekt) und auf die Handlungszeit (das dramatische Finale der Handlung findet am Muttertag statt) verweisen.
Ein weiteres, in Haas’ Romanen immer wiederkehrendes Merkmal ist die Aufmerksamkeit, die der Autor den Namen der Personen widmet. Das lustvolle Spiel, das der Autor um das Wort/den Namen „Summer“ herum aufbaut (Familienname der verstorbenen Millionärin, Türsummer, Brenner, der das Lied „Mama“ vor sich hinsummt, die englische Bezeichnung für „Sommer“ etc.), fügt sich in das dichte erzählerische Netz ein. An mehreren Stellen reflektiert der Erzähler selbst über die Namen handelnder Personen (z. B. über die „unpassende“ Kombination Manu Prodinger) oder – etwas subtiler – über die gelegentlich ans Absurde grenzende Namensgebung für Tiere (ein aggressiver Kampfhund namens „Puppi“). Angesichts dieser offensichtlichen Sensibilität scheint es mehr als nur Zufall zu sein, dass der als „feist“ charakterisierte Notar seinen früheren Namen ausgerechnet in Hojac verändert hat. Vielmehr weckt der Autor hier offensichtlich Bezüge zu dem österreichischen BZÖ-Politiker, der das slawische Hojac gegen den deutschen Namen Westenthaler tauschte (siehe Peter Westenthaler).